# Carlos Cordón Núñez
Carlos Cordón Núñez (Sabadell, 1 de octubre de 1984) es un político y arquitecto español, actual alcalde de Sardañola del Vallés.

## Biografía
Nació en la ciudad vallesana de Sabadell en 1984 aunque su familia vivía en Sardañola. Hasta los 6 años vivió en el barrio de Les Fontetes aunque más tarde se trasladaría con su familia a Serraparera. Está casado y tiene dos hijas. Estudió arquitectura en la Universidad Politécnica de Cataluña y cursó un posgrado en Comunicación y Liderazgo en la Universidad Autónoma de Barcelona.
Candidato del PSC para las elecciones municipales de 2019, consiguió ser elegido alcalde de su ciudad con el apoyo de los 9 concejales que el PSC obtuvo en los comicios y reelegido con mayoría absoluta (14 concejales de 25) tras las elecciones municipales de 2023.
En cuanto a su trayectoria política, es regidor del consistorio desde el año 2015 y Primer Secretario de la agrupación local del PSC desde 2017. Se afilió al partido en 2006 y fue nombrado como secretario de organización de la sección local de la Juventud Socialista de Catalunya del 2009 al 2012. Fue secretario de acción política de la JSC Vallés Occidental de 2012 a 2015 y secretario de organización del PSC desde 2012 a 2017.
Su trayectoria profesional se caracteriza por colaborar en estudios de arquitectura de 2006 a 2012 en Tarrasa y en Barcelona, ha formado parte de la sección de IKEA dedicada al diseño de interiores y ha ejercido como jefe de proyectos en el estudio de arquitectura GCG CerdanyolArquitectura.
Carlos Cordón es el sexto alcalde de Sardañola del Vallés desde la restauración de la democracia.